# Kasib Powell
Kasib Powell (né le 18 mars 1981 à Teaneck, New Jersey) est un joueur de basket-ball. Il évolue avec les Red Raiders de l'université Texas Tech,.
Powell grandit à Teaneck, New Jersey, où il débute le basket-ball au lycée.
Il joue en Serbie, en Grèce, en Bosnie-Herzégovine, en Russie, et plus récemment au Skyforce de Sioux Falls en NBA Development League où il est élu MVP de la saison 2007-2008, avec des moyennes de 22,3 points, 5,8 rebonds et 2,9 passes décisives. Il dispute aussi de nombreux matchs de présaison pour les Timberwolves du Minnesota (2004), les Bulls de Chicago (2005), le Magic d'Orlando (2006) et les Grizzlies de Memphis (2007) mais échoue à intégrer ces équipes pour la saison régulière.
À cause d'un effectif décimé dû à de nombreuses blessures, le Heat de Miami signe Powell pour un contrat de 10 jours en mars 2008. Il est titulaire pour la première fois le 27 mars 2008. Le 3 avril 2008, Miami décide de ne pas lui faire signer un deuxième contrat de 10 jours, cependant, il est resigné 5 jours plus tard pour le reste de la saison.